# Antonio Maria Roveggio
Antonio Maria Roveggio, MCCI (23. listopadu 1858 Cologna Veneta – 2. května 1902) byl italský římskokatolický biskup a misionář, který obnovil misie ve východní Africe pro misionáře komboniány Nejsvětějšího Srdce Páně.

## Život
Narodil se v Benátsku v hluboce křesťanské rolnické rodině, která se nebránila jeho kněžskému povolání. S touhou stát se misionářem vstoupil do biskupského semináře ve Vicenze. Na kněze byl vysvěcen 29. března 1884 biskupem Farinou (kanonizován v roce 2014 papežem Františkem). Po krátkém působení ve farnosti vstoupil 4. prosince 1884 do nového Institutu pro africké misie ve Veroně, jehož členové se nazývali Synové Nejsvětějšího Srdce Ježíšova (později komboniáni). Tento institut založil nedávno zesnulý svatý Daniel Comboni (1831–1881). Trvalé řeholní sliby složil 28. října 1887 spolu s Francescem Sogarem a 7. prosince 1887 byl vyslán do Egypta, jehož cílem byla střední Afrika. V okolí Káhiry zůstal až do roku 1895 na ostrově Gesira, kde se misionáři Comboni starali o bývalé súdánské otroky, kteří uprchli před mahdistickou válkou. Dne 8. února 1895 byl v pouhých 36 letech jmenován apoštolským vikářem pro střední Afriku, což byla funkce, kterou před dvaceti lety zastával Daniel Comboni.
Na biskupa byl vysvěcen 21. dubna 1895 v katedrále ve Veroně a v červenci odjel do Egypta s celým misijním programem, zejména s přístupem do Súdánu. Usadil se proto v Asuánu, blíže k jihu, a po skončení mahdistické války (1881–1899) ještě jižněji, poblíž Chartúmu (od roku 1900), který mu sloužil jako základna pro zahájení misijních projektů v Súdánu. Právě on převzal od jezuitů výchovu kněží v institutu, který se stal do značné míry soběstačným.
Poté se vydal na cestu po Evropě (Vídeň, Lyon, Paříž, Londýn), aby shromáždil finanční prostředky na tento rozsáhlý podnik a podpořil nová povolání. Uskutečnil pouť do Lurd a do Paray-le-Monial (domov úcty k Nejsvětějšímu Srdci Páně). Díky finančním prostředkům, které získal zejména od blahoslavené Marie Terezie Ledóchowské (1863–1922), mohl s podporou otce Angela Colombaroliho nechat v Londýně postavit loď Vykupitel, která se plavila po Nilu. Spolu se svými kolegy misionáři zakládal misie v odlehlých oblastech obývaných animistickými kmeny. Například v únoru 1901 založil dvě památné misie, jednu v Lulu mezi kmeny Chiluků v jižním Súdánu a druhou na hranicích dnešní Ugandy, dále na jih. Od britských koloniálních úřadů však nedostal povolení vydat se na misii k Lotoukům, protože mu hrozilo nebezpečí. Musel se tedy vrátit do Chartúmu a čekat na lepší příležitost.
O několik měsíců později dostal ve vlaku na cestě z Chartúmu do Káhiry horečku. Zemřel sám 2. května 1902 ve věku 43 let. Vlak zastavil, aby mohl být dočasně pohřben v písku v okolí Berberu na súdánském území. Jeho tělo bylo poté pohřbeno v Asuánu, ale kvůli politické nestabilitě bylo v roce 1957 převezeno do mateřského domu ve Veroně. Po něm nastoupil biskup Franz Xaver Geyer.
Proces jeho blahořečení byl zahájen 16. prosince 1954. Jeho biskupské heslo znělo In Omnibus Caritas.